# Rhachotropis paeneglaber
Rhachotropis paeneglaber is een vlokreeftensoort uit de familie van de Eusiridae. De wetenschappelijke naam van de soort is voor het eerst geldig gepubliceerd in 1916 door K.H. Barnard.